# Valles del Valira

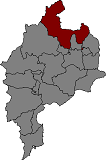
Término municipal de Valles del Valira en la comarca del Alto Urgel

Valles del Valira (oficialmente y en catalán, Les Valls de Valira) es un municipio español de Cataluña, perteneciente a la provincia de Lérida, en la comarca del Alto Urgel. Cuenta con una población de 810 habitantes (INE 2024).  Incluye los núcleos de Anserall, Arcavell, Arduix, Argolell, Ars, Asnurri, Baixos de Calbinyà, Bescarán, Calviñá, La Farga de Moles, Os de Civís, Sant Antoni, Sant Joan Fumat y Sant Pere.

## Geografía
Integrado en la comarca de Alto Urgel, se sitúa a su capital municipal, Anserall, se sitúa a 132 kilómetros de Lérida. El término municipal está atravesado por las carreteras nacionales N-145, que conecta con Andorra, y N-260 (Eje Pirenaico).  
El relieve del municipio es predominantemente montañoso, al encontrarse en el corazón de los Pirineos, contando con numerosos valles de montaña de pequeños ríos que drenan hacia el río Valira, afluente del río Segre, los cuales dan nombre al municipio. Parte de su territorio está incluido en el Parque Natural del Alto Pirineo. La frontera con Andorra se extiende desde el pico Monturull (2761 metros) hasta Pic dels Llacs (2695 metros). La altitud oscila entre los 2788 metros al noroeste (pico Saloria) y los 720 metros a orillas del río Valira. La capital municipal se alza a 739 metros sobre el nivel del mar. Un exclave del territorio se extiende entre Serrat dels Ventaders y el río Segre limitando con El Pont de Bar, Arsegüell y Estamariu.  
| Noroeste: Alins                       | Norte: Andorra    | Nordeste: Lles       |
| Oeste: Farrera y Montferrer Castellbó |                   | Este: El Pont de Bar |
| Suroeste: Seo de Urgel                | Sur: Seo de Urgel | Sureste: Estamariu   |

## Historia
El municipio se formó en 1970 al unirse los términos de Anserall, Ars, Civis, Arcabell y Bescarán. La cabecera municipal corresponde a Anserall. 

## Demografía
| Gráfica de evolución demográfica de Arcabell entre 1842 y 1960 |
| |
| Población de derecho según los censos de población del INE Población de hecho según los censos de población del INEEn este censo se denominaba Argallbell: 1842 Entre el censo de 1970 y el anterior, este municipio desaparece porque se integra en el municipio 25239 (Valles del Valira) |

Cuenta con una población de 810 habitantes (INE 2024).
| Gráfica de evolución demográfica de Les Valls de Valira entre 1970 y 2021 |
| |
| Población de derecho según los censos de población del INE Población de hecho según los censos de población del INEEn estos censos se denominaba Valles del Valira: 1970 y 1981 Entre el censo de 1970 y el anterior, aparece este municipio porque se fusionan los municipios 25503 (Anserall), 25509 (Arcabell), 25514 (Ars), 25524 (Bescarán) y 25529 (Civis) |

## Cultura
La iglesia parroquial de Anserall corresponde al templo del antiguo monasterio de San Saturnino de Tabérnolas de la que únicamente se conservan los ábsides de origen románico y el transepto con dos absidiolos.
La iglesia parroquial de Os de Civís está dedicada a San Pedro. Es de origen románico, de nave única con capillas laterales. El ábside es rectangular. En su interior se encontraba una pintura al fresco de estilo gótico que representaba la Santa Cena. El fresco se conserva en el Museo Diocesano de Urgel. Os de Civís pertenece geográficamente a Andorra aunque administrativamente siempre ha formado parte de las comarcas catalanas. La única forma de acceder al municipio es mediante una carretera que parte de San Julián de Loria, en territorio andorrano. No hay entrada desde España.
En Bescaran se encuentra una torre campanario que perteneció al monasterio de San Martín de Bescarán. Este cenobio se fundó en fecha desconocida y en 914 quedó unido al de San Saturnino de Tabérnolas, finalizando la vida monacal en el mismo. La torres de base cuadrada de origen románico y se construyó en el siglo XI. Tiene un total de seis pisos y los tres superiores están decorados con frisos con arquerías de estilo lombardo. El campanario recuerda en estilo a los que pueden encontrarse en las iglesias del valle de Bohí. No se conserva nada más del antiguo templo del monasterio.
Otro templo de origen románico es la iglesia de Ars dedicada a San Martín. Consta de una nave y tiene un campanario de estilo románico-lombardo. Presenta ventanas germinadas con arquerías en la parte superior. En el Museo Nacional de Arte de Cataluña se conserva una gaveta realizada en orfebrería con esmaltados, del siglo XIII.
En Argolell se encuentra la iglesia de Santa Eugenia de Argolell. Es románica de una nave con ábside en semicírculo. El Museo Nacional de Arte de Cataluña conserva fragmentos de pinturas murales encontradas en este templo. Se cree que fueron realizadas a principios del siglo XII. 
Anserall celebra su fiesta mayor en el mes de septiembre. En Os de Civís las fiestas son en el mes de junio.

## Economía
La principal actividad económica es la ganadería, destacando los rebaños de ganado bovino destinado principalmente a la producción de leche. Hay también rebaños de ganado ovino. Otra fuente importante de ingresos es la explotación de los bosques que rodean la zona.